# Lupineneiweiß

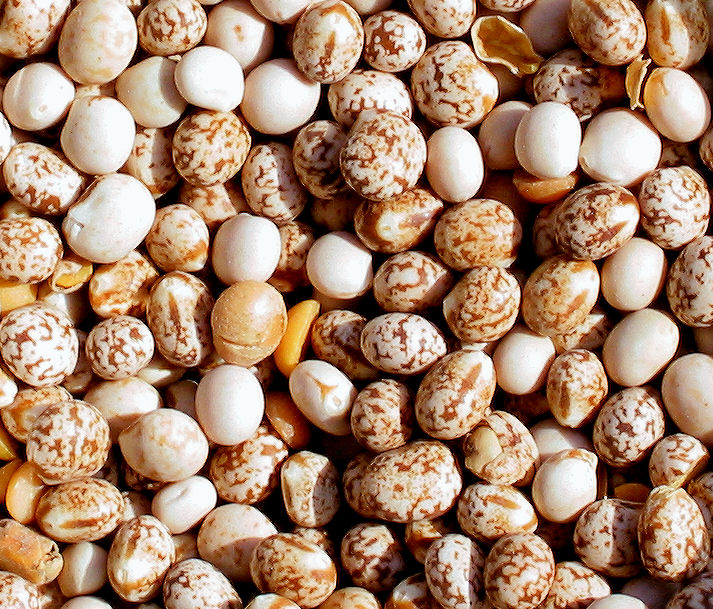
Lupinensamen

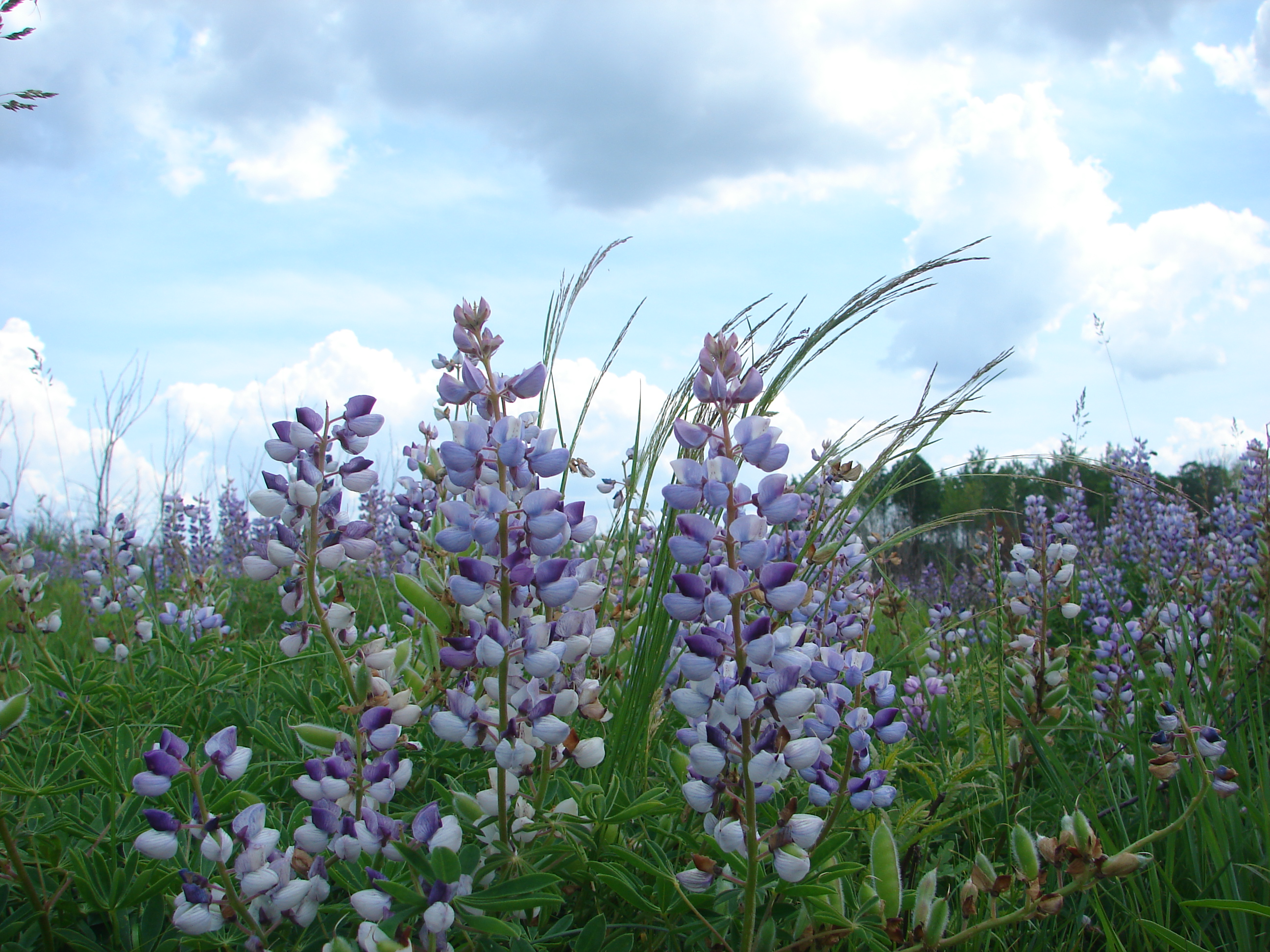
Lupinen

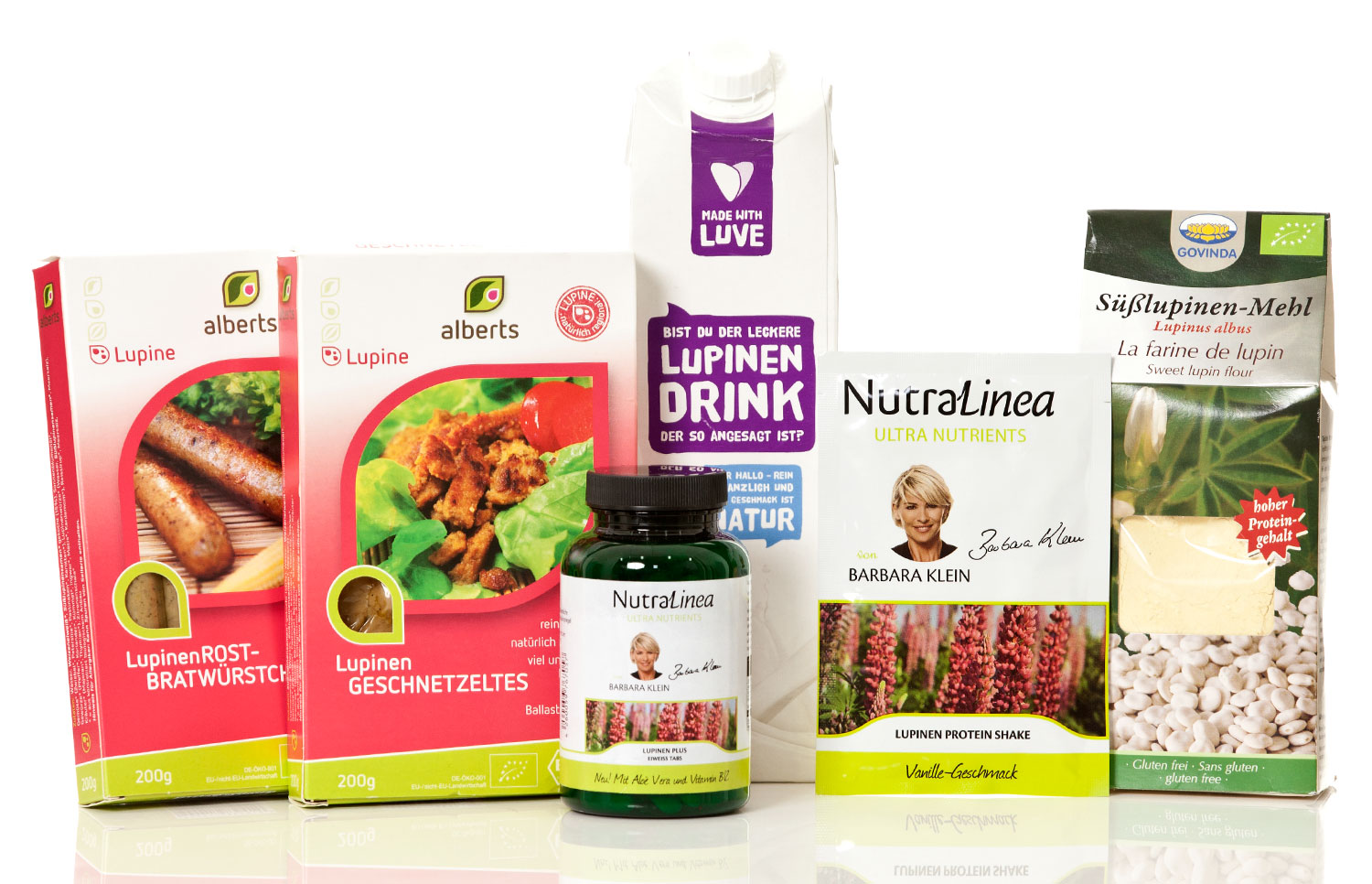
Lupinenprodukte

Lupineneiweiß ist aus Lupinen gewonnenes Protein zur menschlichen Ernährung. Lupineneiweiß wird in zwei verschiedenen Formen im Markt angeboten: Zum einen als Lupinenmehl aus Lupinensamen, das aufgrund seines recht hohen Eiweißgehaltes als Lupineneiweiß vermarktet wird und zum anderen als Lupineneiweißisolat.
Lupinenmehl kann aufgrund seines intensiven Geschmacks nur gering dosiert (oder gewürzt) verwendet werden.
Das Isolat ist nicht frei käuflich.
Lupinenmehl wird in Lupinennudeln, als Zusatzstoff oder in Produkten zum Fleischersatz verwendet. 
Lupineneiweißisolat wird für Milchersatzprodukte verwendet.

## Lupinensorten
Für die Produktion von Lupineneiweiß relevant sind die Weiße Lupine (Lupinus albus), Gelbe Lupine (Lupinus luteus) und die Blaue Süßlupine (Lupinus angustifolius). Die Samen der blauen Süßlupine sind vergleichsweise arm an Alkaloiden und haben einen hohen Eiweißgehalt.

## Ernährungsphysiologie
Lupineneiweiß enthält alle acht essentiellen Aminosäuren, hat aber eine geringe biologische Wertigkeit. In Kombination mit anderen Nahrungsmitteln lässt sich die biologische Wertigkeit erhöhen. Es enthält viele Mineralstoffe wie Kalzium, Kalium, Magnesium und Eisen sowie Beta-Karotin und Vitamin B, jedoch nur in geringer Konzentration. Außerdem enthält Lupineneiweiß, im Gegensatz zu z. B. tierischem Eiweiß, deutlich weniger Purin, was sich positiv auf Nierenprobleme und Gelenke auswirken und Gicht vorbeugen kann.
Es kann zu allergischen Reaktionen bei Lupineneiweiß kommen. Bei Lupinenmehl wurden allergische Reaktionen bei einer Dosis von 265 mg beobachtet. Lupinenprodukte müssen nach EU-Richtlinie 2007/68/EG auf Verpackungen als Zutat aufgeführt werden.